# Rosztov-Don
A Rosztov-Don egy orosz női kézilabda-csapat, amelynek székhelye Rosztov-na-Donuban van, az orosz bajnokság élvonalában játszanak. Kétszeres szovjet és hatszoros orosz bajnok, valamint Kupagyőztesek Európa-kupája és EHF-kupa győztes csapat. 2019-ben a Győri Audi ETO ellen játszotta története első Bajnokok Ligája döntőjét a csapat, amit 25–24-re elvesztett.
1965-ben alapították Rosztszelmas Rosztov néven, 2002-ben nevezték át a jelenlegi nevére.

## Eredmények
- Szovjet bajnokság győztese: 1990, 1991
- Szovjet kupa győztese: 1980, 1981, 1982
- Orosz bajnokság győztese: 1994, 2015, 2017, 2018, 2019, 2020
- Orosz Kupa győztese: 2007, 2008, 2012, 2013, 2015, 2016, 2017, 2018, 2019, 2020
- Orosz Szuperkupa győztese: 2015, 2016, 2017, 2018, 2019, 2020
- EHF-kupagyőztesek Európa-kupája győztese: 1990
- EHF-kupa győztes: 2017
  - döntős: 2015
- Bajnokok Ligája
  - döntős: 2019

## Jelenlegi keret
A 2021–22-es szezon játékoskerete
| Kapusok - 01 Galina Gabisova - 28 Viktorija Kalinyina Szélsők - 06 Julija Manaharova (c) - 44 Valeria Sobkalo - 63 Krisztyina Kozsokar - 88 Polina Kuznyecova - 99 Viktorija Borscsenko | Beállók - 03 Béatrice Edwige - 14 Anna Lagerquist - 19 Kszenyija Makejeva - 87 Anastasiya Lobach Átlövők, irányítók - 08 Anna Szeny - 13 Anna Vjahireva - 17 Vladlena Bobrovnyikova - 18 Eduarda Amorim Taleska - 25 Jaroszlava Frolova - 51 Milana Tazsenova - 77 Grâce Zaadi |

### Átigazolások
A 2021/22-es szezont megelőzően
| Érkezők - Béatrice Edwige (a Győri Audi ETO KC csapatától) - Eduarda Amorim Taleska (a Győri Audi ETO KC csapatától) | Távozók - Katarina Krpež Slezak (az RK Krim Ljubljana csapatához) - Mayssa Pessoa (a Dunărea Brăila csapatához) - Anna Vjahireva (átmenetileg szünetelteti a pályafutását) |